# 神戸市立神港高等学校
神戸市立神港高等学校（こうべしりつ しんこうこうとうがっこう）は、かつて兵庫県神戸市兵庫区にあった市立の高等学校。略称は「神港」、もしくは私立の「神港学園神港高等学校」と区別するために「市神（）」、「市神港」。第一神港商業学校時代は「一神」とされた。2018年3月31日に閉校となった。

## 設置学科
- 普通科（SOLARコース：文系、BROADコース：文系・理系総合）
- 商業科
- 情報処理科

## 沿革
神戸市立第一神港商業学校
- 1907年4月24日 - 神戸元町通4丁目56（現在の元町通4丁目6番地）に神港商業学校設立（私立）。
- 1910年4月1日 - 学校経営を神戸市に移管。
- 1916年10月1日 - 神戸市兵庫区会下山3丁目88（最終所在地と同じ）に移転。
- 1921年4月1日 - 神戸市立第一神港商業学校と改称。
- 1947年4月1日 - 学制改革により高等学校に移行、神戸市立神港商業高等学校と改称。

神戸市立第一女子商業学校
- 1917年4月9日 - 神戸元町通4丁目59に神戸市立女子商業学校設立。
- 1923年9月1日 - 校舎を楠町6丁目38に移転。
- 1943年4月1日 - 神戸市立第一女子商業学校と改称。
- 1945年9月1日 - 校舎が米占領軍に接収される。以後諏訪山小学校、のち千歳小学校に移転。
- 1947年4月1日 - 学制改革により高等学校に移行、神戸市立湊商業高等学校と改称。

神戸市立神港高等学校
- 1949年4月1日 - 神港商業高等学校と湊商業高等学校を統合し、神戸市立神港高等学校と改称。普通科と商業科を設置し、総合制とする。
- 1956年10月10日 - 体育館落成式。
- 1967年9月20日 - 第2グランド（神戸市西区押部谷町栄字南山846、約24,470平方メートル）、栄寮完工披露。
- 1972年3月27日 - 商業実践室にコンピュータを導入。
- 1980年4月1日 - コース制を導入、情報処理コース新設。
- 1985年4月1日 - 情報処理科を設置。
- 1995年1月17日 - 阪神・淡路大震災で校舎、プールなど学校施設被災。
- 1997年
  - 6月1日 - 中館復旧。
  - 9月12日 - プール開き、校訓碑除幕。
- 2004年7月9日 - 文部科学省より、IT人材育成プロジェクト実施校の指定を受ける。
- 2005年4月1日 - 普通科のコース制を改編し、「SOLARコース」「BROADコース」を新設。
- 2012年4月1日 - 普通科の「SOLARコース」「BROADコース」を2年次からの選択制に変更。
- 2015年 - 普通科募集停止。
- 2016年
  - 神戸市立兵庫商業高等学校と再編・統合した神戸市立神港橘高等学校開校により生徒募集停止。
  - 8月25日 - 神港橘高等学校用として建設された新校舎に移転。
- 2018年3月31日 - 閉校。

## 部活動
- 野球部
  - 神戸市立第一神港商業学校時代の1917年に創部し、選抜高等学校野球大会、全国高等学校野球選手権大会あわせて15回出場し、選抜高等学校野球大会において1929年（第6回）・1930年（第7回）で優勝している[1][2]。神戸市立神港高等学校野球部としての最終戦は2017年（第99回全国高校野球選手権兵庫大会）で、神戸市立神港橘高等学校と連合チームとして出場し2回戦（対龍野北）敗退[2]。山下実、二出川延明ら、多くのプロ野球関係者を輩出した[2]。

## 学校関係者と組織

### 学校関係者組織
- 同窓会は前身の2校との合同で、神戸市立神港高等学校同窓会がおかれていた。閉校後は兵庫商業高校同窓会と合併し、神戸市立神港橘高等学校同窓会となっている。

### 学校関係者一覧

#### 出身者
経済
- 進藤孝二 - 元大阪商船三井船舶（現商船三井）社長、元日本船主協会会長

文化・芸能
- 陳舜臣 - 直木賞作家
- 宮永真幸 - 札幌テレビ放送アナウンサー
- 小島清 - 歌人
- 小宮孝 - 経済学者（関西学院名誉院長、神戸女学院長）
- 家本秀太郎 - 経済学者（神戸大学名誉教授）
- 林剛史 - 俳優
- 綾瀬マリア - 俳優・声優

野球
- 二出川延明 - 元プロ野球選手・審判員
- 三谷八郎 - 元野球選手、プロ野球審判員
- 永井武雄 - 元野球選手・監督
- 山下実 - 元プロ野球選手・監督
- 島秀之助 - 元プロ野球選手・監督・審判員
- 倉信雄 - 元プロ野球選手
- 小柴重吉 - 元プロ野球審判員・指導者
- 西垣徳雄 - 初代国鉄スワローズ監督、ロッテオリオンズ球団代表
- 中根之 - 元プロ野球選手・審判員
- 後藤正 - 元プロ野球選手
- 岸本正治 - 元プロ野球選手
- 宮本幸信 - 元プロ野球選手
- 吉田孝司 - 元プロ野球選手・コーチ
- 山口高志 - 元プロ野球選手・コーチ
- 上野克二 - 元プロ野球選手

## アクセス
- 神戸市営地下鉄山手線上沢駅 徒歩5分
- 阪神神戸高速線大開駅 徒歩8分
- 神戸電鉄長田駅 徒歩15分
- JR山陽本線（JR神戸線）兵庫駅 徒歩18分